# Анталівська Поляна
Анта́лівська Поля́на (Анталовецька Поляна) — лісовий заказник місцевого значення в Україні. Розташований у межах Ужгородського району Закарпатської області, на північний схід від села Оріховиця (схили гори Анталовецька Поляна). 
Площа 193,1 га. Статус надано згідно з рішенням облвиконкому від 18.11.1969 року № 414 і від 25.07.1972 року № 243. Перебуває у віданні Ужгородського військового лісництва (квартали: 43, 44, 3, 8, 9, 14, 39). 
Статус надано з метою збереження частини лісового масиву з дубово-буковими насадженнями. Зростають види рослин, занесені до Червоної книги України: підсніжник, беладонна, лілія лісова. З фауни водяться такі види: сова, дятел, сарна, борсук, куниця тощо.
До складу території заказника «Анталовська Поляна» входить пам'ятка природи місцевого значення «Анталовецькі скелі», геологічна.

## Галерея

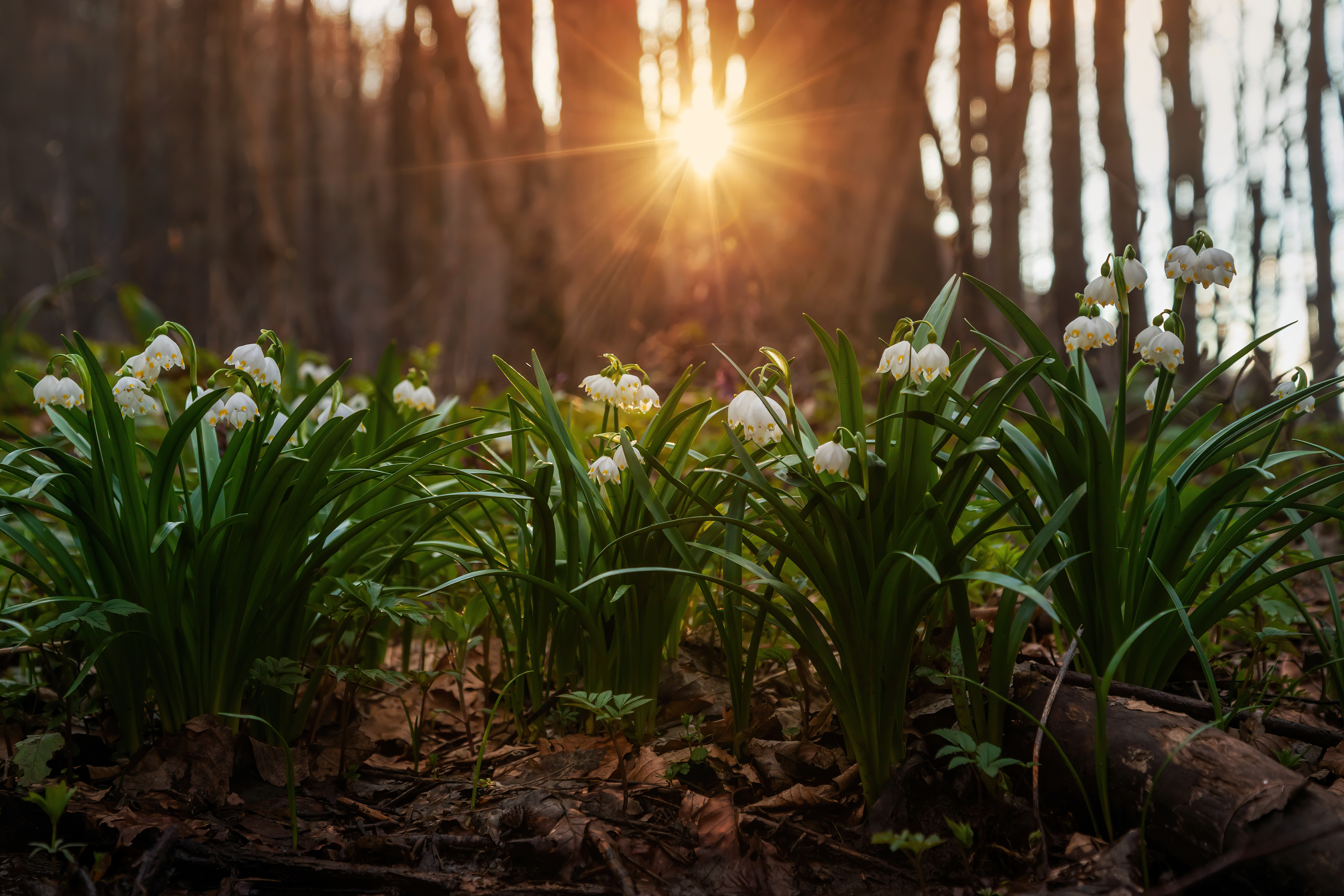
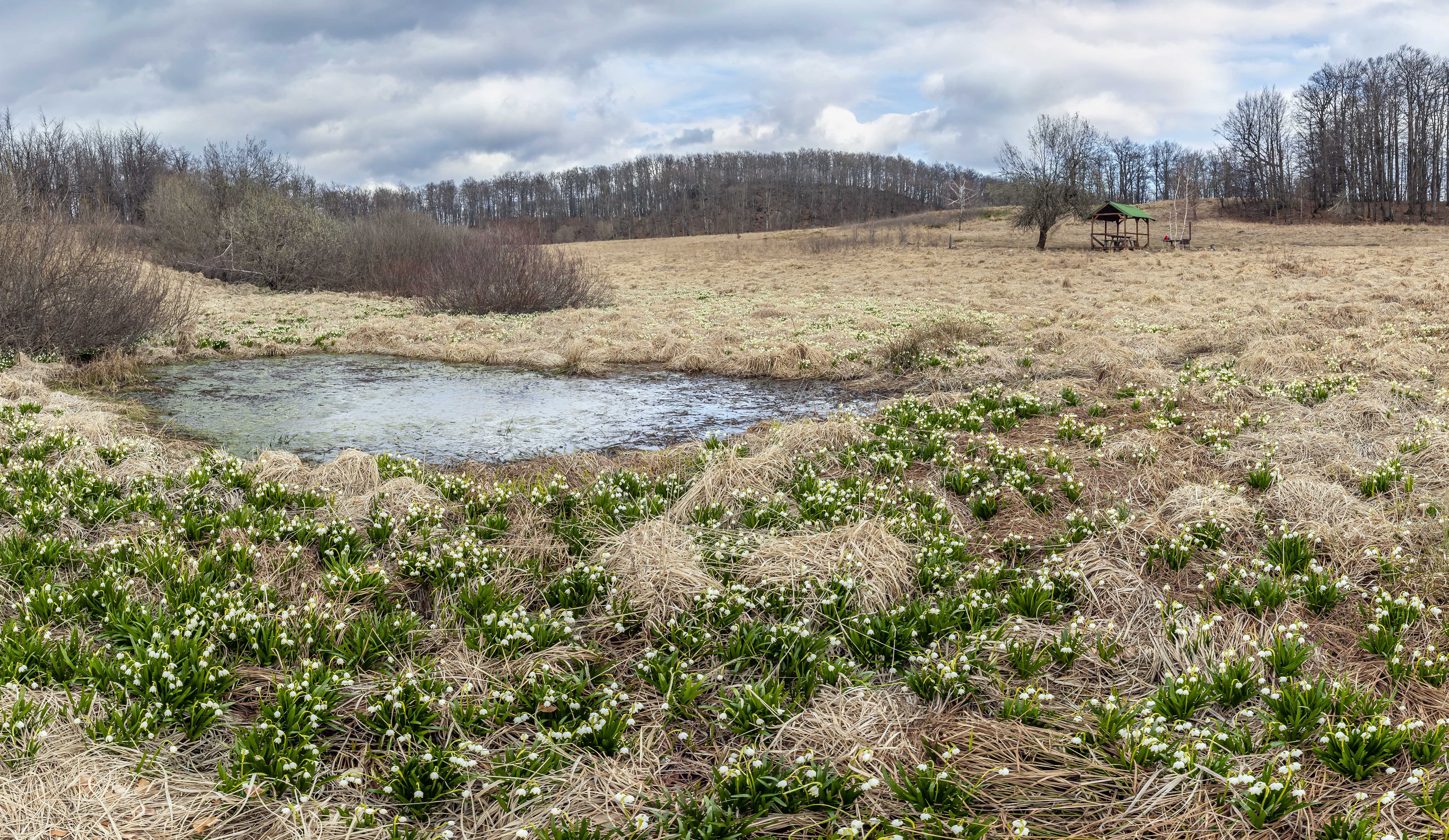
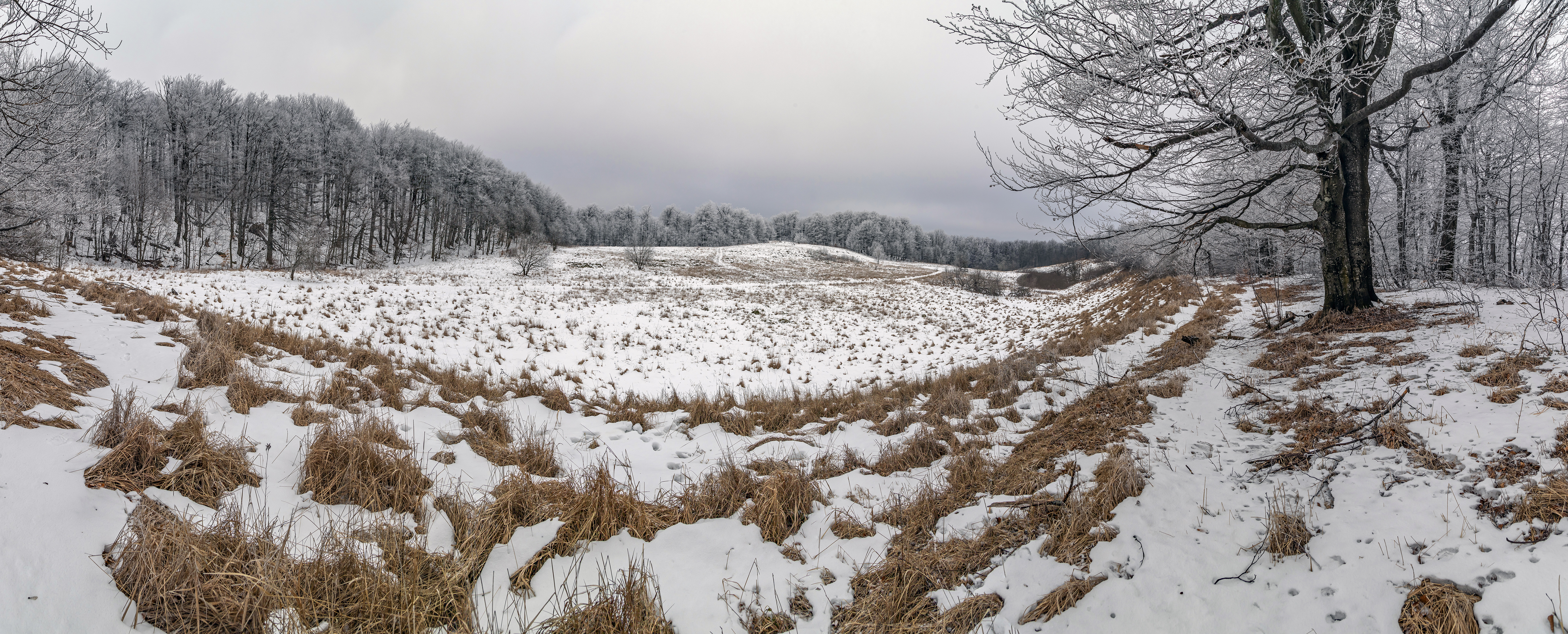

Панорама заказника